# Nederlands kampioenschap schaatsen sprint 1980
Het Nederlands kampioenschap sprint 1980 (voor mannen) was de elfde editie van dit schaatsevenement dat over de sprintvierkamp (2x 500, 2x 1000 meter) werd verreden. Het vond plaats in het weekend van 6 en 7 januari op de onoverdekte ijsbaan van het sportcentrum De Uithof in Den Haag, tegelijkertijd met de Nederlandse kampioenschappen schaatsen allround 1980 (voor mannen en vrouwen).
Er namen twaalf deelnemers aan deel, waaronder twee debutanten. Bij zijn derde deelname en na zijn derde plaats in het vorige seizoen behaalde Jan van de Roemer deze editie de titel. Lieuwe de Boer behaalde na zijn derde plaats in 1978 en tweede plaats in 1979 deze editie weer de tweede plaats. Bij zijn vierde deelname aan dit kampioenschap behaalde Bert de Jong voor het eerst het eindpodium, hij werd derde. Titelhouder Miel Govaert eindigde dit jaar op plaats zeven.
Na tussentijdse selectiewedstrijden kwalificeerden De Boer, De Jong en Ron Ket zich als de vertegenwoordigers namens Nederland voor de Wereldkampioenschappen schaatsen sprint 1980 (9 en 10 februari) op de onoverdekte ijsbaan in het State Fair Park in West Allis, Verenigde Staten. De Boer en De Jong waren de sprinters die zich hierbij kwalificeerden voor de schaatswedstrijden op de Winterspelen (13-24 februari) die op de James B. Sheffield Olympic Skating Rink in Lake Placid, Verenigde Staten plaatsvonden.

## Uitslagen
Afstandmedailles
| Afstand  | 1e                | 2e                | 3e                |
| -------- | ----------------- | ----------------- | ----------------- |
| 1e 500m  | Lieuwe de Boer    | Jos Valentijn     | Jan van de Roemer |
| 1e 1000m | Bert de Jong      | Hermannus Moek    | Lieuwe de Boer    |
| 2e 500m  | Lieuwe de Boer    | Jan van de Roemer | Ron Ket           |
| 2e 1000m | Jan van de Roemer | Bert de Jong      | Hermannus Moek    |

Eindklassement
| Rang   | Schaatser         | Punten     | 500m         | 1000m          | 500m         | 1000m              |
| ------ | ----------------- | ---------- | ------------ | -------------- | ------------ | ------------------ |
| Goud   | Jan van de Roemer | 161.070 BR | 40,57 (3)    | 1.21,57 (5)    | 40,09 (2)    | 1.19,25 (1) BR, CR |
| Zilver | Lieuwe de Boer    | 161.080    | 40,46 (1) BR | 1.21,04 (3)    | 39,57 (1) BR | 1.21,06 (6)        |
| Brons  | Bert de Jong      | 161.790    | 41,27 (6)    | 1.20,19 (1) BR | 40,47 (6)    | 1.19,91 (2)        |
| 4      | Ron Ket           | 162.400    | 40,64 (4)    | 1.21,93 (7)    | 40,27 (3)    | 1.21,05 (5)        |
| 5      | Sies Uilkema      | 162.640    | 40,81 (5)    | 1.21,70 (6)    | 40,44 (5)    | 1.21,08 (7)        |
| 6      | Hermannus Moek    | 162.940 pr | 41,36 (7)    | 1.20,82 (2)    | 40,90 (10)   | 1.20,54 (3)        |
| 7      | Miel Govaert      | 164.600    | 41,90 (11)   | 1.22,84 (8)    | 40,77 (8)    | 1.21,02 (4)        |
| 8      | André Kraaijeveld | 165.275    | 41,67 (10)   | 1.24,52 (9)    | 40,06 (7)    | 1.21,37 (8)        |
| 9      | Piet de Boer      | 166.360    | 41,52 (9)    | 1.24,59 (10)   | 40,80 (9)    | 1.23,49 (9)        |
| 10     | Henk Hospes       | 168.375    | 41,43 (8)    | 1.26,37 (12)   | 41,11 (11)   | 1.25,30 (11)       |
| 11     | Roy Riechelmann   | 169.190    | 42,94 (12)   | 1.26,15 (11)   | 41,30 (12)   | 1.23,75 (10)       |
|        | Jos Valentijn     | 121.415    | 40,53 (2)    | 1.21,15 (4)    | 40,31 (4)    | DNF *              |

BR = baanrecord
CR = kampioenschapsrecord
pr = persoonlijk record
* = gevallen